# Олів'є (місячний кратер)
Кра́тер Олів'є́ (лат. Olivier) — великий стародавній метеоритний кратер у північній півкулі зворотного боку Місяця. Назва присвоєна на честь американського астронома Чарлза Олів'є (1884—1975) та затверджена Міжнародним астрономічним союзом у 1979 році. Кратер утворився в нектарському періоді.

## Опис кратера

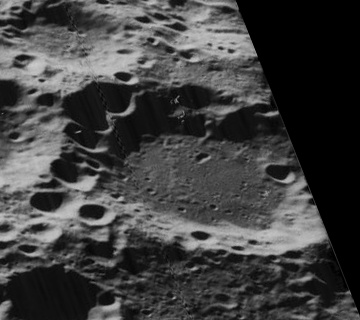
Світлина, отримана із зонда Lunar Orbiter 5

Найближчими сусідами кратера є кратер Яблочков на північному заході; кратер Гамов на північ-північному сході; кратер Штермер на схід-північному сході і кратер Вольтерра на південному заході. Селенографічні координати центра кратера 58°43′ пн. ш. 138°26′ сх. д. / 58.72° пн. ш. 138.44° сх. д., діаметр 78,5 км, глибина 2,8 км.
Кратер Олів'є має близьку до циркулярної форму і значні руйнування. До південної частини кратера примикає сателітний кратер Олів'є N. Вал згладжений, південна і західна частини валу практично на всій довжині перекривається невеликими кратерами різного розміру. Висота валу над навколишньою місцевістю сягає 1280 м, об'єм кратера становить приблизно 4200 км³. Дно чаші є відносно рівним та поцятковане безліччю дрібних кратерів, у північній частині чаші лежить примітний чашоподібний кратер.

## Сателітні кратери
| Олів'є | Координати                                                  | Діаметр, км |
| ------ | ----------------------------------------------------------- | ----------- |
| N      | 56°38′ пн. ш. 137°05′ сх. д. / 56.63° пн. ш. 137.08° сх. д. | 60,8        |
| Y      | 61°49′ пн. ш. 135°48′ сх. д. / 61.82° пн. ш. 135.8° сх. д.  | 42,5        |

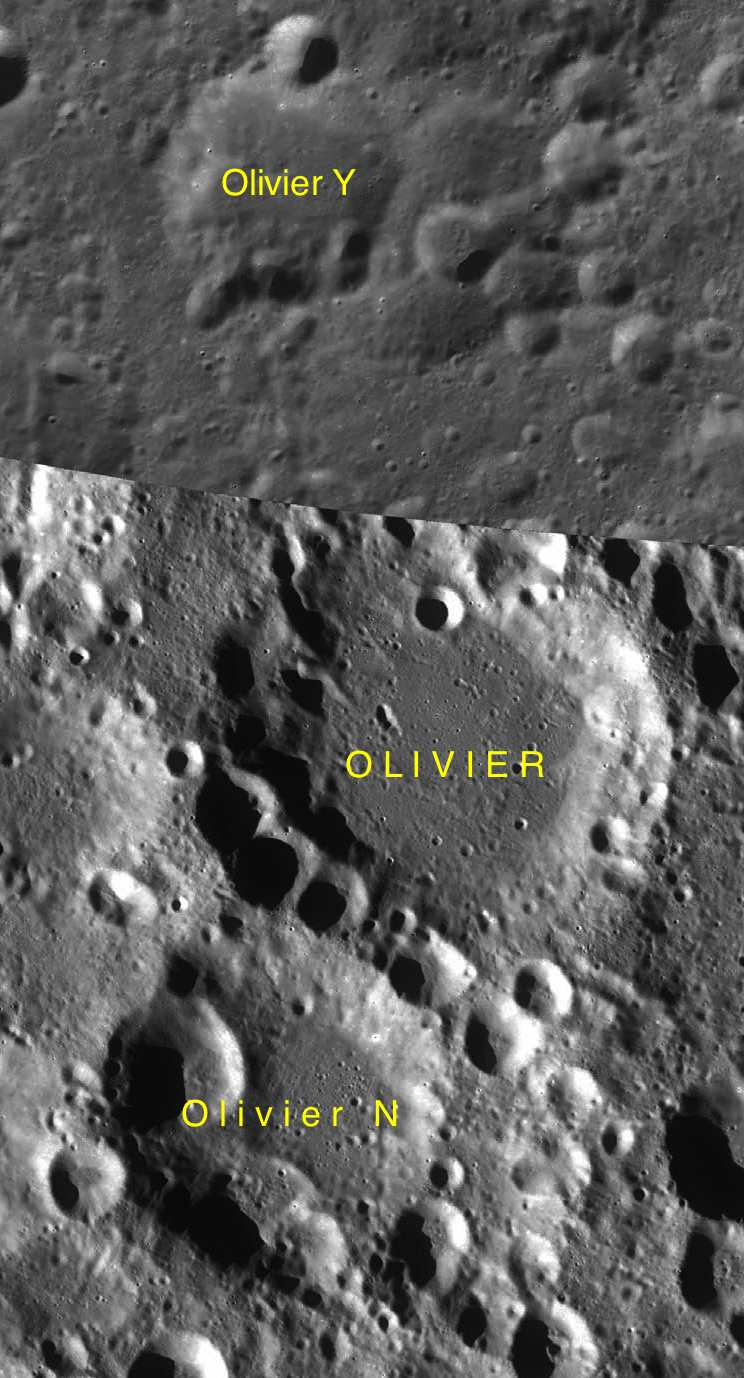
Фрагмент карти LAC-17.

* Утворення сателітного кратера Олів'є N відбулось у донектарському періоді.